# 塞巴斯蒂安·勒科尔尼
塞巴斯蒂安·勒科尔尼（發音：[sebastjɛ̃ ləkɔʁny] ⓘ；1986年6月11日—），法国政治人物，自2022年起在政府中擔任法國武裝部隊部長。 
他於2017年离开共和党後，成為共和國前進！的成員。2015年 至2017年間，他曾担任厄尔省议会主席。在政府中，他也曾担任生态部部长（2017-2018年）和地方部长（Minster of Local Authorites）（2018-2020 年）的國務秘書和海外部長（2020-2022年）。

## 荣誉

### 外国勋章奖章
- 二等功绩勋章（乌克兰，2023年9月4日公布[3]）